# Clarksdale (Indiana)
Pour les articles homonymes, voir Clarksdale.
Clarksdale est un secteur non constitué en municipalité du Brown en Indiana.